# Kloster Estrela
Das Kloster Estrela (Santa Maria da Estrela de Boidobra; Maceira de Covelliana) ist eine ehemalige Zisterzienserabtei in Portugal. Es lag bei Boidobra einige Kilometer südlich der Stadt Covilhã.

## Geschichte
Das Kloster wurde 1230 (oder vor 1220) angeblich von Dom Mendo, dem Abt des Klosters Maceira Dão, als Tochterkloster von Kloster Alcobaça gegründet und gehörte der Filiation der Primarabtei Clairvaux an. Im Jahr 1321 wurde der Wert des Klosters auf 150 Pfund geschätzt. Bei der Visitation durch den Abt von Clairvaux im Jahr 1533 galt die Abtei als kleine und arme Niederlassung. Das Kloster wurde 1579 aufgehoben. Seine Güter wurden auf das Kloster Colégio do Espirito Santo in Coimbra übertragen. In der Folgezeit soll es restlos zerstört worden sein.

## Bauten und Anlage
Angaben sind nicht greifbar.